# یلوه‌های پاسبز
یلوه‌های پاسبز Porzana یک تیره از پرندگان خانواده یلوگان است. نام علمی آن از اصطلاحات ونیزی برای یلوه‌های کوچک گرفته شده‌است. یلوه خالدار (P. porzana) گونه نماد است.

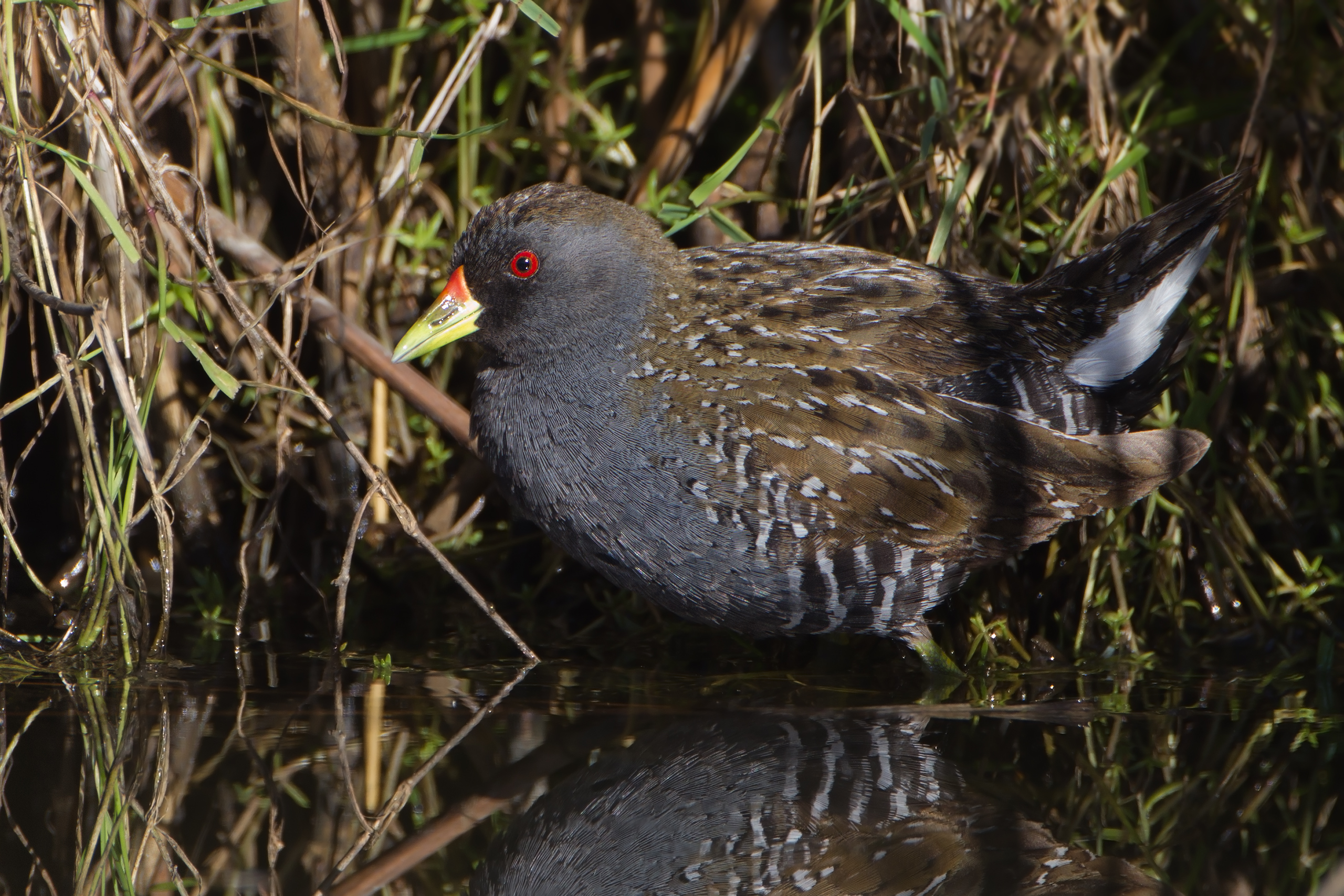
یلوه استرالیایی (P. fluminea)

## گونه‌های موجود و تازه منقرض‌شده
سردهٔ Porzana شامل ۳ گونه زنده است.
| تصویر | نام علمی         | نام رایج        | پراکنش                                                           |
| ----- | ---------------- | --------------- | ---------------------------------------------------------------- |
|       | Porzana porzana  | یلوه خالدار     | در اروپا و غرب آسیا، زمستان در آفریقا و هند تولیدمثل می‌کند       |
|       | Porzana fluminea | یلوه استرالیایی | استرالیا                                                         |
|       | Porzana carolina | سورا            | در آمریکای شمالی تولیدمثل می‌کند، زمستان در پیرامون دریای کارائیب |